# Munksund
Munksund är ett bostadsområde i tätorten Piteå söder om centrala Piteå i Piteå kommun. Området var tidigare en fristående tätort och har som slogan: "Munksund, din egen idyll". 

## Historia
Munksunds äldre historia är i stora drag identisk med sågverkets. Munksunds sågverk startades i slutet av 1800-talet. 1916 bildades AB Ytterstfors-Munksund genom en sammanslagning av Munksunds sågverks AB och Ytterstfors Trävaru AB. Bolaget gick 1925 i konkurs, men huvuddelen av verksamheten övertogs 1926 av det nybildade Munksunds AB. Man hade i början av 1930-talet en årstillverkning av 45 000 standard, 42 000 ton kraftcellulosa och 80 000 ton trämassa och hade 1 400 anställda.

### Befolkningsutveckling
| Befolkningsutvecklingen i Munksund 1960–1965                                            | Befolkningsutvecklingen i Munksund 1960–1965 | Befolkningsutvecklingen i Munksund 1960–1965 | Befolkningsutvecklingen i Munksund 1960–1965 | Befolkningsutvecklingen i Munksund 1960–1965 |
| --------------------------------------------------------------------------------------- | -------------------------------------------- | -------------------------------------------- | -------------------------------------------- | -------------------------------------------- |
|                                                                                         |                                              |                                              |                                              |                                              |
| År                                                                                      |                                              |                                              | Folkmängd                                    | Areal (ha)                                   |
| 1960                                                                                    | 1960                                         |                                              | 2 112                                        | 285                                          |
| 1965                                                                                    | 1965                                         |                                              | 2 454                                        | 384                                          |
| Anm.: Tätorten sammanvuxen med Södra Pitholm 1965. Tätorten sammanvuxen med Piteå 1970. |                                              |                                              |                                              |                                              |

## Samhället
I Munksund finns sågverk, Munksunds pappersbruk, detaljhandel, pizzeria, skolor, förskola, solarium samt sport- och simhall
Ett av Norrlands största mentalsjukhus fanns i Munksund, Furunäset. Sjukhuset lades ned 1986, och anläggningen utnyttjas idag som hotell- och konferenscentrum.

## Idrott
Idrottsklubben som heter Munksund-Skuthamns SK bildades 1932 och omfattar cirka 400 ungdomar och runt 50 ledare. Idrottsanläggningen heter "Idrottsparken". Även fotbollsplanen "Skogsparken" ingår i klubbens ägor (belägen mellan Munksund och Skuthamn). Fotbollslaget spelar i division 3. 

## Personer från orten
Från Munksund kommer bland andra skådespelaren Lennart Jähkel och den före detta ishockeyspelaren Thomas "Bulan" Berglund.